# Ампитатафика
Ампитатафика (на малгашки: Ampitatafika) е община (каоминина) в Мадагаскар, провинция Антанариву, регион Вакинанкарача, окръг Антанифуци. Населението на общината през 2001 година е 31 802 души.